# マリモ (不動産)
株式会社マリモ（英称：MARIMO Co.,Ltd.）は、日本の不動産会社。

## 概要
設立当初は一級建築士事務所であったが、1992年頃からは分譲マンションの開発・販売が事業の柱となっており、開発・設計・監理から販売業務までを行う。また、2014年より収益不動産事業も手掛け、上場リートのマリモ地方創生リート投資法人のスポンサーでもある。
分譲マンション事業においては、北海道から九州にかけての日本全国で「ポレスター」などのブランド名を付したマンションを手掛けている。特定の地域にこだわらず、首都圏・政令指定都市および人口5 - 30万人の地方都市を進出先とする戦略をとる。近年は、コンパクトマンションブランド「ソルティア」を首都圏・関西圏を中心に展開している。
2005年7月期までの過去4年間で売上高を3倍以上に伸ばし、2005年のマンション年間発売戸数では業界12位、2006年には業界7位のデベロッパーとなった。2004年から2011年にかけて、8年連続で「発売戸数1,000戸以上」を達成。2023年は18位。累計の供給実績は478棟・30,899戸を数える（2024年8月末現在）。
2023年3月に、グループ成長戦略の一環として、グループ内で国内不動産事業を推進しているマリモ・アセットマネジメント株式会社、株式会社GMアソシエ、株式会社マリモ株式会社ハウス、マリモ不動産販売を子会社化。同じく同年3月に、国内不動産事業強化のための戦略として、イオンモール株式会社と資本業務提携を締結している。

## 沿革
- 1970年（昭和45年）9月 - 建築設計監理業務を目的として、株式会社アイ建築設計工務所を広島市観音本町1丁目15番15号に設立。
- 1971年（昭和46年）
  - 2月 - 一級建築設計事務所登録。
  - 12月 - 宅地建物取引業法による宅地建物取引業者として免許を取得（不動産仲介事業を開始）。
- 1981年（昭和56年）4月 - 株式会社現代総合管理計画研究所を設立（建物管理事業を開始）。
- 1988年（昭和63年）10月 - 株式会社ゼットプランニング設立（不動産開発事業を開始）。
- 1990年（平成2年）10月 - 自社分譲マンション1棟目「グランドール鳥栖」（佐賀県鳥栖市）竣工。
- 1992年（平成4年）1月 -「マンション事業化宣言」発動。
- 1994年（平成6年）8月 - アイ建築設計工務所が、株式会社コトブキ石材、株式会社現代総合管理計画研究所、株式会社モリシタ（ゼットプランニングから商号変更）を吸収合併し、株式会社マリモに商号変更。
- 2000年（平成12年）9月 - ポレスターシリーズ1棟目・自社分譲マンション28棟目となる「ポレスター松江学園通り」（島根県松江市）分譲開始。
- 2002年（平成14年）
  - 2月 - 三重県に進出。「ポレスター大谷町」分譲開始。
  - 9月 - 全戸100㎡基準「ポレスターガーデンシティ桑名」分譲開始。
- 2003年（平成15年）5月 - 長野県に進出。「ポレスターレイクサイド諏訪」分譲開始。
- 2004年（平成16年）
  - 2月 - 北海道に進出。「ポレスター旭川」分譲開始。
  - 11月 - 中部支店開設。
- 2005年（平成17年）1月 - 自社分譲マンション100棟目となる「ポレスターステーションシティ桜木町」（埼玉県熊谷市）分譲開始。
- 2007年（平成19年）
  - 3月 - CI（コーポレート・アイデンティティ）導入。代表取締役社長に深川真が就任。
  - 7月 - 愛媛県松山市の自社所有地に商業施設の誘致決定を発表。「ザ・タワー新潟」の隣地に商業施設の誘致決定を発表。
- 2008年（平成20年）
  - 3月 -「経営理念 マリモウェイ」を制定。
  - 5月 - 自社分譲マンション200棟目となる「ポレスター今市町ブライトコート」（島根県出雲市）分譲開始。
- 2009年（平成21年）
  - 1月 - 再生マンションプロジェクト（買取再販事業）開始。
  - 8月 - 中国・上海市に現地法人摩丽茂建筑设计咨询（上海）有限公司設立。
- 2010年（平成22年）4月 - 市街地再開発事業第1号となる「けやき大通り第一種市街地再開発事業」（和歌山県和歌山市）に参画。
- 2011年（平成23年）
  - 9月 - 新ブランドフレーズ「Beautiful Basic」発表。
  - 10月 - 東京支店開設。
  - 12月 - 中国江蘇省蘇州市・蘇州工業園区におけるマンション開発事業決定。
- 2012年（平成24年）
  - 2月 - 中国江蘇省蘇州市に建屋摩丽茂置业（苏州）有限公司設立。
  - 5月 - マレーシア・クアラルンプールに現地法人Marimo Land Sdn.Bhd.設立。
- 2013年（平成25年）
  - 9月 - 中国江蘇省蘇州市蘇州工事園区において、分譲マンション「北極星花園（ポレスターガーデン）」分譲開始。
  - 11月 - 九州営業所開設（2015年2月、九州支店に昇格）。
- 2014年（平成26年）
  - 1月 - 収益不動産プロデュース事業本格化。
  - 3月 - 国内賃貸マンション事業開始。
  - 7月 - 自社分譲マンション「グラディス」ブランド1棟目となる「グラディス東京イースト」（東京都中央区）分譲開始。
  - 10月 - フィリピンにMarimo Real Estate Philippines Inc設立。
- 2015年（平成27年）
  - 6月 - マリモ・アセットマネジメント株式会社設立、株式会社GMアソシエ設立。
  - 8月 - 株式会社プレック（現・マリモハウス）を子会社化、株式会社マリモホールディングス設立。
  - 9月 - 関西支店開設。
  - 10月 - 株式会社マリモコンサルティング設立。株式会社ユーリックホーム（香川県高松市）を子会社化。中国江蘇省蘇州市において、分譲マンション「北極星花園（ポレスターガーデン）」12棟853戸が完売。
- 2016年（平成28年）
  - 1月 - 新校舎建設を支援したボア中学校（カンボジア）開校。
  - 7月 - スポンサーを務めるマリモ地方創生リート投資法人が、株式会社東京証券取引所不動産投資信託証券市場に上場。
  - 11月 - 持株会社制に移行。株式会社マリモホールディングスが持株会社としてグループ経営を担い、株式会社マリモは事業会社となって事業の執行に特化する。
- 2017年（平成29年）
  - 1月 - 甲信越支店開設。
  - 5月 - 中国江蘇省蘇州市において、分譲マンション第2プロジェクト「尚雅苑」18棟1,260戸のうち第1期532戸の販売を開始（即月完売）。
  - 11月 - 自社コンパクトマンション「ソルティア」ブランド1棟目となる「ソルティア宮崎」（宮崎県宮崎市）分譲開始。
- 2018年（平成30年）
  - 1月 - マリモ地方創生リート投資法人が公募増資（PO）を実施。
  - 3月 - 新校舎建設を支援したオウ・アンピル小学校（カンボジア）開校。
  - 6月 - 中国江蘇省蘇州市において、分譲マンション「尚雅苑」第2期728戸の販売を開始（即日完売）。
- 2019年（令和元年）
  - 7月 - 自社リノベーションマンション　レスティスブランド1棟目となる「レスティス西宮北口」（兵庫県西宮市）分譲開始。
  - 8月 - マリモ10年ビジョン発表。
  - 9月 - 創立50周年を迎える。
  - 11月 - 女優・モデルの山本舞香をイメージキャラクターに起用した創立50周年記念CMを制作し、全国ネットで放送。
- 2020年（令和2年）
  - 2月 - 自社分譲マンション400棟目となる「ソルティア新川崎」（神奈川県川崎市幸区）分譲開始。新校舎建設を支援したムアンムエ中学校（ラオス）が開校。
  - 7月 - マリモグループSDGs宣言を策定。グループの新たな経営指標として、マリモ・アクティビティ・ポートフォリオ（MAP）を策定。
  - 9月 - マリモホールディングスが、分譲マンションの企画・開発・販売等を手がける新会社、株式会社マリモデベロップメントを設立。マリモホールディングスが株式会社ココノミを子会社化し、新たなグループ会社となる。
  - 12月- マリモホールディングスが、不動産売買・仲介及びコンサルティングを行う新会社、株式会社マリモ不動産販売を設立。
- 2021年（令和3年）
  - 1月 - 学生マンション運営プロジェクト第1弾が名古屋市中村区にて事業化。
  - 9月 - 環境衛生事業部を株式会社マリモライフとして分社化。
- 2022年（令和4年）
  - 3月 - フィリピンにて、アフォーダブルハウジング事業を本格始動。
  - 7月 - 組織改編のため、マリモがマリモデベロップメントを吸収合併し、経営統合。
  - 8月 - 組織改編のため、マリモがマリモコンサルティングを、マリモハウスがユーリックホームをそれぞれ吸収合併し、経営統合。
- 2023年（令和5年）
  - 3月 - グループ成長戦略の一環として、マリモホールディングスがグループ内の事業を、国内不動産事業、海外不動産事業、非不動産事業の3つに再編。

内不動産事業を行うマリモ・アセットマネジメント、GMアソシエ、マリモハウスマリモ不動産販売を子会社化。
国内不動産事業強化のための成長戦略として、イオンモール株式会社と資本業務提携[1]。
  - 4月 - 新校舎建設を支援した、プリー・トララック中学校（カンボジア）が開校。
  - 6月 - 自社分譲マンション450棟目となる「ポレスター鶴岡駅前プレミア」（山形県鶴岡市）分譲開始。
- 2024年（令和6年）8月- 代表取締役会長に深川真が、代表取締役社長に谷本勝秀がそれぞれ就任。

## 支店等拠点
- 東京支店 - 東京都港区虎ノ門
- 甲信越支店 - 長野県長野市末広町
- 中部支店 - 愛知県名古屋市中区錦
- 京都支店 - 京都府京都市下京区室町
- 関西支店 - 大阪府大阪市北区梅田
- 九州支店 - 福岡県福岡市博多区博多駅前
- 九州支店長崎営業所 - 長崎県西彼杵郡時津町
- 沖縄那覇営業所 - 沖縄県那覇市旭町

## グループ会社等
- 株式会社マリモホールディングス

### 国内不動産事業
- マリモ・アセットマネジメント株式会社
- 株式会社GMアソシエ
- 株式会社マリモハウス
- 株式会社マリモ不動産販売

### 海外不動産事業
- Marimo Global Limited（香港）
- Marimo Investment Co., Ltd.（中華人民共和国）
- MARIMO PHILIPPINE HOLDINGS, INC.（フィリピン）

### 非不動産事業
- 株式会社マリモソーシャルソリューションズ
- 株式会社マリモ・グローバル・テクノロジー
- 株式会社マリモ本草薬膳
- 株式会社ココノミ
- 株式会社フィッシュフレンズ
- 株式会社マリモライフ
- 株式会社タナベ・マリモファーム
- 株式会社せともす

- 株式会社スケールフリーネットワーク
- 一般社団法人ライフスキルサポート協会

## ブランド

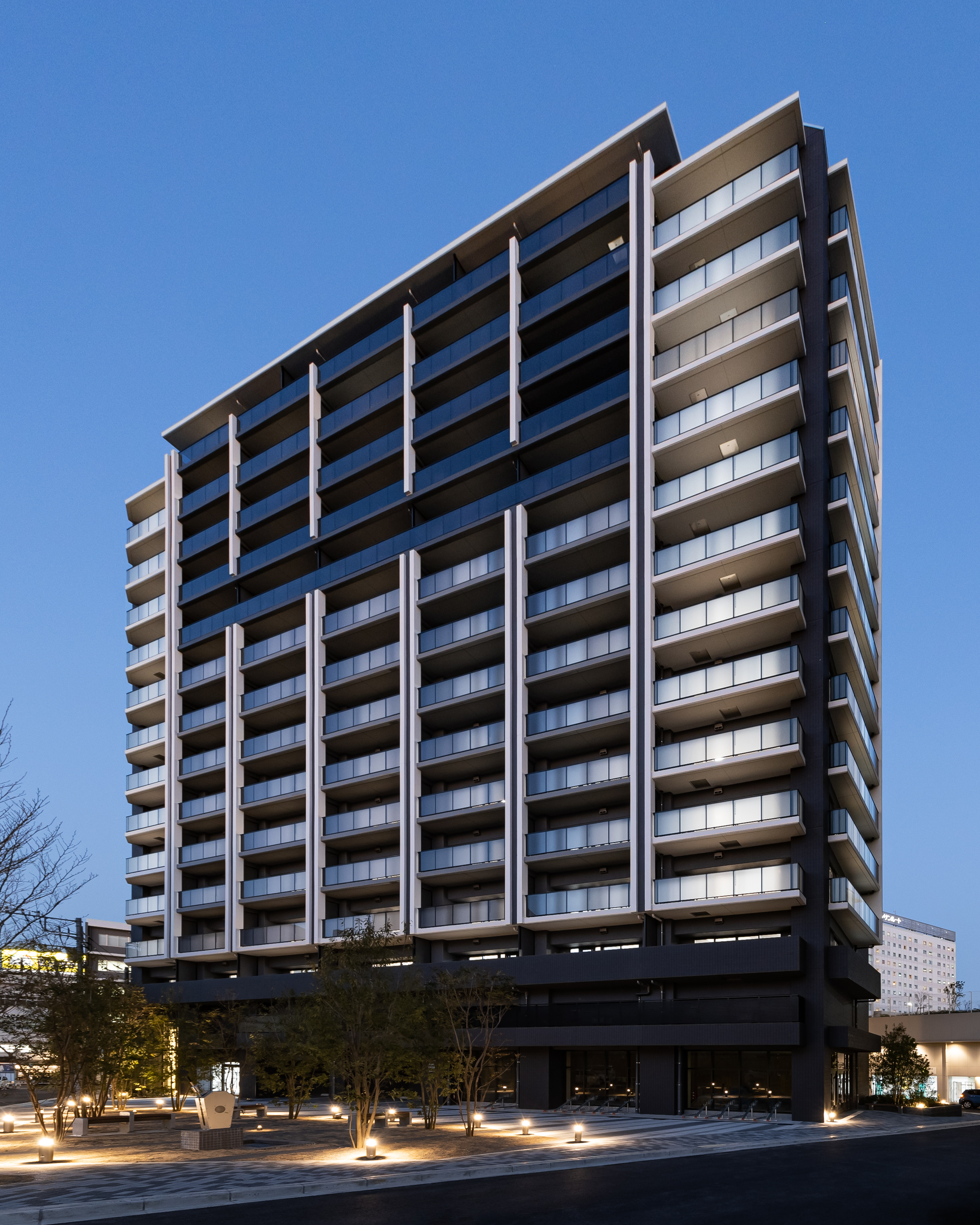
グラディス千葉駅前（千葉県千葉市）

### マンションブランド
- ポレスター – 分譲事業のコアになるスタンダードな分譲マンション
- グラディス – 立地・企画を厳選したハイグレードな分譲マンション
- ソルティア – 1人・2人家族向けのコンパクト分譲マンション
- レスティス - リノベーション分譲マンション
- グランドール - 「ポレスター」シリーズ以前の分譲マンションブランド

### 賃貸住宅ブランド
- アルティザ – デザインや機能性にこだわった、都市で快適に暮らすための賃貸マンション
- ルオーレ – 壁式ＲＣ（鉄筋コンクリート）造の投資用都市型賃貸マンション
- ムーブ – 長い年月が経っても飽きのこない、愛され続ける投資用アパート

### 収益不動産ブランド
- エムバランス–オフィスビル
- エムバランスプラス–リノベーションオフィス
- エムヴォランテ–商業ビル
- スターシップ–学生寮